# Kumulipo
Dans la religion hawaïenne, le Kumulipo est un chant du XVIIIe siècle en langue hawaïenne racontant une histoire de la création. Il comprend également une généalogie des membres de la royauté hawaïenne et a été créé en l'honneur de Kalaninuiamamao et transmis oralement à sa fille Alapaiwahine. 

## Chant de la création
Dans le Kumulipo, le monde a été créé au cours d’une nuit cosmique. Ce n'est pas juste une nuit, mais plusieurs nuits dans le temps. Les anciens kahunas et prêtres de la religion hawaïenne récitent le Kumulipo pendant la saison des makahiki, en l'honneur du dieu Lono. En 1779, le capitaine James Cook arriva dans la baie de Kealakekua, sur l’île de Hawaï au cours de la saison et fut accueilli par les Hawaïens récitant le Kumulipo . Certaines histoires disent que Cook a été pris pour Lono, à cause du type de voiles sur son bateau et de son teint pâle. En 1889, le roi Kalakaua imprima un pamphlet du Kumulipo de soixante pages. Une brochure de deux pages décrivant comment le chant a été composé et est récité était jointe au pamphlet. 
Des années plus tard, la reine Liliʻuokalani décrit le chant comme une prière du développement de l'univers et l'ascendance des Hawaïens. Uokalani Lili traduit le chant en résidence surveillée au palais ʻIolani. La traduction a été publiée en 1897, puis republiée par Pueo Press en 1978. 
Le Kumulipo a une longueur totale de 2102 lignes, en l'honneur de Kalaninuiamamao, qui a créé la paix pour tous quand il est né. Il y avait beaucoup de combats entre sa ʻI et la famille Keawe, qui étaient cousins donc sa naissance a arrêté la vendetta entre les deux. Le Kumulipo est une généalogie cosmogonique, ce qui signifie qu'il se rapporte aux étoiles et à la Lune. Sur les 2102 lignes, il comporte 16 wā, mot qui signifie « époque » ou « âge ». Dans chaque wā, quelque chose naît, que ce soit un humain, une plante ou une créature. 
Le Kumulipo est divisé en seize sections nommées wā. Les sept premiers wā relèvent de la section de pō (obscurité), l'âge de l'esprit. La Terre peut exister ou non, mais les événements décrits ne se déroulent pas dans un univers physique. Les mots montrent le développement de la vie, qui traverse des étapes similaires à celles d'un enfant humain. Toutes les plantes et tous les animaux de la mer, de la terre et du ciel, mâles et femelles, sont créés. Finalement, cela mène aux premiers mammifères. 
Voici les quatre premières lignes du Kumulipo : 
La deuxième partie, contenant les neuf autres wā, est ao et est signalé par l'arrivée de la lumière et des dieux, qui veillent sur l'évolution des animaux en les premiers humains. Après cela se trouve la généalogie complexe de Kalaninuiamamao, qui s'étend jusqu'à la fin du XVIIIe siècle. 

## Naissances dans chaquewā
Les naissances dans chaque âge comprennent : 
1. Dans le premier wā, les oursins et le limu (algues) sont nés. Le limu était lié par son nom aux fougères terrestres. Certains de ces limu et des paires de fougère comprennent : ʻEkaha et ʻEkahakaha, Limu ʻAʻalaʻula et la menthe ʻalaʻalawainui, Limu Manauea et le taro de Kalo Maunauea, Limu Kala et la fraise ʻAkala. Ces plantes sont nées pour protéger leurs cousins de la mer.
2. Dans le deuxième wā, 73 types de poissons. Parmi les poissons d'eau profonde, citons Naiʻa (marsouin) et le Mano (requin). Aussi les poissons de récif, y compris Moi et Weke . Certaines plantes qui portent des noms similaires sont liées à ces poissons et sont nées en tant que protectrices des poissons.
3. Dans le troisième wā, 52 types de créatures volantes, qui incluent des oiseaux de mer tels que ʻIwa (frégate ou oiseau homme de guerre), le Lupe et le Noio (Noddi noir de Hawaï). Ces oiseaux de mer ont des parents sur la terre, tels que Io (faucon), Nene (oie) et Pueo (hibou). Dans ce wā, des insectes sont également nés, tels que Peʻelua (chenille) et Pulelehua (papillon).
4. Dans le quatrième wā, les créatures effrayantes et rampantes sont nées. Ceux-ci incluent Honu (tortue de mer), Ula (homard), Moʻo (lézards) et Opeope (méduse). Leurs cousins à terre comprennent Kuhonua (vigne maile) et ʻOheʻohe bambou.
5. Dans le cinquième wā, Kalo (taro) est né.
6. Dans le sixième wā, Uku (puces) et ʻIole (rat) sont nés.
7. Dans le septième wā, ʻĪlio (chien) et le Peʻapeʻa (chauve-souris) sont nés.
8. Dans le huitième wā, les quatre divinités naissent : Laʻilaʻi (Femme), Kiʻi (Homme), Kāne (Dieu) et Kanaloa (Poulpe), respectivement.
9. Dans le neuvième wā, Laʻilaʻi prend son frère aîné Kiʻi comme compagnon et les premiers humains naissent de son cerveau (celui de Laʻilaʻi).
10. Dans le dixième wā, La'ila'i prend son frère suivant, Kāne, comme compagnon après avoir perdu l'intérêt pour Kiʻi. Elle a alors eu quatre enfants de Kāne : Laʻiʻoloʻolo, Kamahaʻina (Homme), Kamamule (Homme), Kamakalua (Femme). Laʻilaʻi retourna rapidement vers Kiʻi et en eut trois enfants : Haʻi (F), Haliʻa (F) et Hākea (M). Nés pendant que leur mère était avec deux hommes, ils deviennent "Poʻolua" et revendiquent la lignée des deux pères.
11. Le onzième wā rend hommage au Moa.
12. Le douzième wā est très important pour les Hawaïens, car il honore la lignée de Wākea, dont le fils Hāloa est l’ancêtre de tous les peuples.
13. Le treizième wā est également très important pour les Hawaïens, car il honore la lignée de Papa, la mère de Hāloa.
14. Dans le quatorzième wā, Liʻaikūhonua et Keakahulihonua ont un enfant, Laka.
15. Le quinzième wā fait référence à Haumeanuiʻāiwaiwa et à sa lignée. Il explique également les aventures et la fratrie de Māui.
16. Le seizième wā raconte toute la lignée de Maui depuis quarante-quatre générations, jusqu'au Moʻi de Maui, Piʻilani.

## Littérature comparée
Des comparaisons peuvent être faites entre partenaires conjugaux (mari et femme ont souvent des noms synonymes), entre noms généalogiques et noms flore-faune, et dans d'autres généalogies polynésiennes. 